# Кошарка на Летњим олимпијским играма 1992.
Кошаркашки турнир на Летњим олимпијским играма одржаним 1992. године је тринаести по реду званични кошаркашки турнир на Олимпијским играма, а пети по реду кошаркашки турнир на Олимпијским играма на којем су учествовале жене. Турнир је одржан у Спортској дворани у Бадалони, Шпанија.
Уједињени тим чинили су спортисти из 12 бивших република Совјетског Савеза (без балтичких република Литваније, Летоније и Естоније које учествују са самосталним екипама, први пут после Другог светског рата). Југославија није могла да учествује због наметнутог ембарга.

## Освајачи медаља
| Дисциплина | Злато            | Сребро   | Бронза           |
| ---------- | ---------------- | -------- | ---------------- |
| Мушкарци   | Сједињене Државе | Хрватска | Литванија        |
| Жене       | Уједињени тим    | Кина     | Сједињене Државе |

## Учесници

### Мушкарци
| - Ангола - Аустралија - Бразил - Венецуела - Уједињени тим - Литванија | - Кина - Немачка - Порторико - Сједињене Америчке Државе - Хрватска - Шпанија |

### Жене
| - Бразил - Италија - Кина - Куба | - Сједињене Америчке Државе - Уједињени тим - Чехословачка - Шпанија |